# Chaudron
Chaudron is een in 1820 opgericht champagnehuis dat in Verzenay is gevestigd. De firma bezit 62 are wijngaarden op de flanken van de Montagne de Reims die voornamelijk binnen de grenzen van de grand cru- en premier cru-gemeenten liggen. Luc Chaudron verwerkt de drie dominerende druivenrassen van de Champagne, de pinot noir, pinot meunier en chardonnay tot champagne.

## De champagnes
- De Grande Réserve is de Brut Sans Année, de meestverkochte champagne en het visitekaartje van het huis. Om ook in mindere wijnjaren de verwachte kwaliteit en stijl champagne te kunnen leveren wordt de wijn van 54% pinot noir (voor de rijping en het karakter), 8% pinot meunier (voor het fruit) en 38% chardonnay (voor de frisse zuren) aangevuld met wijn van eerdere jaren uit de reserve in de kelders. De dosage suiker in de liqueur d'expédition is 9 gram per liter. Dat valt ruimschoots binnen de normen voor een brut.
- De Blanc de Blancs is een witte wijn van witte druiven, dat zijn hier uitsluitend chardonnaydruiven uit grand cru-gemeenten. De dosage is 7 tot 9 gram suiker per liter.
- De Brut Rosé is een roséchampagne. De assemblage van 69% pinot noir en 31% chardonnay is met rode wijn van pinot noir uit Verzenay op kleur gebracht. De dosage is 7 tot 9 gram suiker per liter.
- De Cuvée Capucine is de cuvée de prestige van het huis. De assemblage van 65% pinot noir en 35% chardonnay uit de grand cru- en premier cru-dorpen. De dosage is 7 tot 9 gram suiker per liter.
- De Belle Hélène is een millésime van wijn uit 2005. Deze cuvée werd naar de moeder van de eigenaar, de 102 jaar oude Hélène Chaudron genoemd. De dosage is 7 tot 9 gram suiker per liter.
- De Brut Millésime is een brut champagne van wijn uit een enkel jaar. Omdat een wijnmaker bij de brut champagne de tekortkomingen van de wijn niet met extra suiker kan verdoezelen kan een dergelijke wijn alleen in de beste wijnjaren worden gemaak. De dosage van deze assemblage van 60% pinot noir en 40% chardonnay, vooral uit de grand cru-dorpen rond de Montagne de Reims en de Côte des Blancs is 7 tot 9 gram suiker per liter.
- De Demi Sec is een zoete champagne door de dosage van 33 tot 35 gram suiker per liter. Verder is het dezelfde wijn als de Grande Réserve van dit huis. Bij een dosage van 33 gram zou deze champagne als een sec champagne kunnen worden verkocht.